# فلاحیه (قیصریه)
فلاحیه (به ترکی استانبولی: Felahiye، به ارمنی: Ռումտիկին) یک منطقهٔ مسکونی در ترکیه است که در استان قیصریه واقع شده‌است.